# Mann für Mann (Film)
Mann für Mann ist ein deutscher Spielfilm von 1939 mit nationalsozialistischen Propagandaelementen. Regie führte Robert A. Stemmle.

## Handlung
Thematisiert werden private und berufliche Geschehnisse rund um den Reichsautobahnbau der ausgehenden 1930er Jahre. Die größten Anstrengungen bei diesen körperlich fordernden Tätigkeiten leisten die Caissonarbeiter, darunter auch Walter Zügel, Richard Gauter und Hans Riemann. Es sind kraftstrotzende, bullige Kerle, die in ihrer Arbeit aufgehen und besser als andere RAB-Arbeiter entlohnt werden. Auch der junge Werner Handrup will zu diesen „ganzen Kerlen“ stoßen, in der Hoffnung, mit dem Mehr an Arbeitslohn eines Tages seine Braut Erika heiraten zu können.
Ganz anders sieht die Situation bei Caissonarbeiter Walter aus. Seine Frau Else, die sich besseren Kreisen zugehörig fühlt, ist überhaupt nicht erbaut, dass ihr Mann nach langer Arbeitslosigkeit diesen in ihren Augen wenig ansehnlichen Beruf ergriffen hat. Sie will sich lieber vergnügen, doch ihr Mann verbringt zumeist nicht nur die gesamte Woche im Bauarbeitercamp, sondern seit neuestem auch die Wochenenden. Das aber tut er nur aus Trotz, da seine Frau auch ohne ihn ausgeht und sich amüsiert. Walter vermutet einen anderen Kerl dahinter. Bald steht die Ehe auf der Kippe. Seine Kollegen versuchen, das Ehepaar wieder zu versöhnen, und Walters Kumpel Hans ist diesbezüglich besonders aktiv. Doch Else missversteht sein Engagement und glaubt nun, dass Walter ihr nachspionieren lässt, um einen Scheidungsgrund zu finden. Nachdem Hans Walter über die Reaktion Elses unterrichtet hat, beschließt dieser, das nächste Wochenende seine Frau daheim zu überraschen.
Inzwischen hat sich Caissonarbeiter Richard, von allen nur „Jolly“ genannt, in Werners Braut Erika verliebt. Es kommt zum handfesten Streit zwischen beiden Männern, in dem Werner von Jolly in eine Vitrine gestoßen wird und dabei eine stark blutende Schnittverletzung am Arm davonträgt. Am nächsten Tag ist dadurch Werner nicht nur gehandicapt; obendrein kommt es auch noch zu einem Erdstoß, der starke Beschädigungen der Baustelle zur Folge hat. Der Senkkasten gerät in eine Schieflage, und große Mengen an Schlamm und Wasser dringen in die unterirdische Baustelle ein. Als Jolly den durch die aufgegangene Schnittwunde entkräfteten Werner vor dem Ertrinken rettet, wird dem älteren der beiden klar, dass er wohl auf Erika verzichten muss. Walter, zu diesem Zeitpunkt auf Versöhnungsurlaub bei seiner Frau, erfährt durch das Radio, dass sich sofort alle Caissonarbeiter an der Baustelle einzufinden hätten: Ein Unglück ist geschehen. Mann für Mann halten alle zusammen, und die Verschütteten werden befreit und gerettet. Nun beginnt auch Else Respekt vor Walters Arbeit zu haben.

## Produktionsnotizen
Das Planungsstadium für Mann für Mann reichte bis ins Jahr 1937 zurück. Die Dreharbeiten fanden von Anfang September bis Mitte November 1938 (Atelieraufnahmen) sowie bis Februar 1939 (Außenaufnahmen, auf den Reichsautobahnen und im RAB-Lager Britzfelde) statt. Die Produktionskosten beliefen sich auf 906.000 RM. Damit war Mann für Mann ein recht kostengünstiger Film. Die Uraufführung war am 21. Juli 1939 in der Freien Stadt Danzig, am 3. August 1939 lief der Film auch in Berlin, im UFA-Palast am Zoo, an.
Co-Drehbuchautor Hans Schmodde, der neben Hans Fritz Beckmann auch an den Liedtexten mitarbeitete, war einst selbst im Reichsautobahnbau tätig. Die vorgetragenen Schröder-Lieder hießen Auf einer grünen Wiese und Das Schippenlied: Und der eine kriegt 'nen Orden...
Die Filmbauten stammen von Otto Hunte und Karl Vollbrecht, Regieassistent war der spätere Theaterleiter Boleslaw Barlog.
Nach dem Krieg wurde die Aufführung von Mann für Mann in Deutschland von den alliierten Militärbehörden verboten.

## Kritiken
„Das Hauptgewicht dieses 0,9 Mio. RM teuren Abenteuerfilmes lag weniger auf Verhältnissen privater Natur, mehr dagegen auf der natürlichen Schilderung des "Gemeinschaftslebens" in einem Reichsautobahnlager. Es gab natürlich auch Bilder von der Arbeit, der die Technik, nicht immer reibungslos -- es ging um die sogenannten spannenden Effekte -- untertan war. Dieser halbdokumentarische Rahmen verstärkte die politische Brisanz des Films. Doch weder die fleißige Arbeit des Regisseurs [...] noch die angeordneten Änderungen konnten dem Film helfen. Er war erfolgreicher bei der Kritik als an der Kasse. Übrigens trugen z. T. auch die verzögerte Uraufführung und die kürzere Laufzeit Schuld daran. Nicht zufällig fand die Uraufführung in der Freien Stadt Danzig statt (21.7.1939): Es war die Zeit, als man in Deutschland und in der Welt über Hitlers Projekt, durch den "polnischen Korridor" eine Autobahn zu bauen, sprach.“

Das große Personenlexikon des Films nannte Mann für Mann im Eintrag Robert A. Stemmles kurz „einen Werbefilm für Hitlers Autobahnbau.“